# Erigone neocaledonica
Erigone neocaledonica är en spindelart som beskrevs av Kritscher 1966. Erigone neocaledonica ingår i släktet Erigone och familjen täckvävarspindlar.
Artens utbredningsområde är Nya Kaledonien. Inga underarter finns listade i Catalogue of Life.